# Dintys Skoledage
Dintys Skoledage er en amerikansk stumfilm fra 1921 af William Nigh.

## Medvirkende
- Wesley Barry som Speck Brown
- George Lessey som Deacon Jones
- Francis Conlon som Leff
- Nellie Parker Spaulding
- Margaret Seddon
- Arline Blackburn
- J.H. Gilmour
- John Galsworthy som Mr. Hadley